# Östlicher Verwaltungsbezirk (Moskau)
Der Östliche Verwaltungsbezirk (russisch Восточный административный округ/ Wostotschny administratiwny okrug) ist einer der zwölf Verwaltungsbezirke der russischen Hauptstadt Moskau.

## Lage
Der Östliche Verwaltungsbezirk befindet sich am östlichen Rande des Stadtgebietes von Moskau.

## Beschreibung
Der Östliche Verwaltungsbezirk war bis zur Vergrößerung des Stadtgebiets Moskaus im Juli 2012 der flächenmäßig größte Stadtbezirk (fast 15 %). Er ist nach der Bevölkerungszahl mit rund 1,5 Millionen Einwohnern der zweitgrößte Stadtbezirk Moskaus und gliedert sich in 16 Stadtteile. Vom Gesichtspunkt der Ökologie ist der Östliche Bezirk einer der günstigsten im Moskauer Ballungsraum. Die Umweltverschmutzung von den großen Verkehrsstraßen und der Industrie wird durch die große Anzahl an Grünanlagen bedeutend geschwächt. Im Norden grenzt der Bezirk an den Nationalpark „Elchinsel“, das größte Waldgebiet innerhalb der Moskauer Stadtgrenzen.

## Stadtteile im Östlichen Verwaltungsbezirk
- Bogorodskoje
- Goljanowo
- Ismailowo
- Iwanowskoje
- Kossino-Uchtomski
- Metrogorodok
- Nowogirejewo
- Nowokossino
- Perowo
- Preobraschenskoje
- Sewernoje Ismailowo
- Sokolinaja Gora
- Sokolniki
- Weschnjaki
- Wostotschnoje Ismailowo
- Wostotschny

## Ausgewählte Sehenswürdigkeiten
- Ismailowoer Park
- Kuskowo-Schlosspark
- Nationalpark Lossiny Ostrow
- Sokolniki-Park